# Argentina 0–5 Colômbia (1993)
Argentina 0 x 5 Colômbia foi uma partida de futebol que aconteceu no dia 5 de setembro de 1993, válida pela última rodada das Eliminatórias da Copa do Mundo FIFA de 1994. Foi disputada no Estádio Monumental de Núñez, na cidade de Buenos Aires.
A Seleção Argentina, de Batistuta, Simeone e Redondo foi humilhada em casa pela Seleção Colombiana de Asprilla, Rincón e Valderrama, que construiu os 5 a 0 com lances espetaculares e dribles desconcertantes. Além disso, esta partida entrou para a história por uma série de fatores, a saber:
- Desde a derrota na final da Copa de 1990, a Seleção Argentina, cujo técnico passara a ser Alfio Basile no lugar de Carlos Bilardo, não havia perdido novamente. Foram 31 jogos de invencibilidade entre 19 de fevereiro de 1991, o primeiro jogo pós-Copa e com Basile, até 15 de agosto de 1993.[3]
- Neste período, a Seleção Argentina vinha de várias conquistas, como o Bi-campeonato invicto da Copa América (1991 e 1993), a Copa Rei Fahd de 1992 e a Copa Artemio Franchi de 1993;
- A Seleção Argentina estava há 6 anos invicta em seus domínios;
- A Seleção Argentina nunca havia sido goleada em uma partida válida pelas Eliminatórias, e nunca havia perdido em casa em partidas válidas por essa mesma competição;
- A Seleção Colombiana somente havia vencido a Seleção Argentina em seus domínios numa única oportunidade: na Copa América de 1987.

Por conta da vitória nesta partida, a Seleção Colombiana classificou-se pela 3a vez a uma Copa do Mundo (antes já havia disputado as Copas de 1962 e 1990). Já a Seleção Argentina teve de disputar uma repescagem para poder classificar-se a Copa do Mundo de 1994.

## Cenário Pré-Jogo
Em partidas válidas pelas Eliminatórias, os selecionados da Colômbia e da Argentina só haviam se encontrado em 3 oportunidades:
- 2 pelas Eliminatórias da Copa de 1986, no México:
  - Em Bogotá, vitória da Argentina por 1-3.
  - Na partida de volta, em Buenos Aires, mais uma vitória Argentina: dessa vez por 1-0.
- O 3o confronto entre as equipes pelas Eliminatórias foi a partida de ida para o Mundial de 1994. A partida foi disputada em Barranquilla, com vitória colombiana por 2-1.

### Histórico dos Confrontos entre as 2 Equipes
Até então, o histórico dos confrontos entre as 2 equipes era o seguinte:
- Partidas Disputadas: 34
- Vitórias da Argentina: 18 (64 gols pró).
- Vitórias da Colômbia: 8 (34 gols pró).
- Empates: 8

Maiores goleadas
- Argentina 9 x 1 Colômbia (Santiago de Chile, Campeonato Sulamericano de 1945).
- Argentina 6 x 0 Colômbia (Guayaquil, Campeonato Sulamericano de 1947).
- Argentina 8 x 2 Colômbia (Lima, Campeonato Sulamericano de 1957).
- Argentina 4 x 1 Colômbia (Salvador, Bahia, Copa Independencia do Brasil de 1972).

#### Últimos Confrontos entre as 2 Equipes
| Ano  | Cidade       | Estádio                                | Seleção Local | Resultado          | Seleção Visitante |
| ---- | ------------ | -------------------------------------- | ------------- | ------------------ | ----------------- |
| 1987 | Buenos Aires | Estadio Monumental                     | Argentina     | 1 - 2              | Colômbia          |
| 1989 | Barranquilla | Estadio Metropolitano                  | Colômbia      | 1 - 0              | Argentina         |
| 1991 | Santiago     | Estadio Nacional de Chile              | Argentina     | 2 - 1              | Colômbia          |
| 1993 | Guayaquil    | Estadio Monumental Isidro Romero Carbo | Colômbia      | 1 - 1              | Argentina         |
| 1993 | Guayaquil    | Estadio Monumental Isidro Romero Carbo | Argentina     | 0 - 0 (6-5 [pen.]) | Colômbia          |
| 1993 | Barranquilla | Estadio Metropolitano                  | Colômbia      | 2 - 1              | Argentina         |

### Cenário das Eliminatórias antes do Confronto
O cenário da partida apontava que 1 empate garantiria matematicamente a Colômbia no Mundial de 1994. A Argentina precisava da vitória. Em caso de derrota, teria que torcer para o Paraguai não vencer o Peru, ficando assim na 2a colocação do grupo, o que lhe permitiria disputa a repescagem contra a Seleção Australiana.
- Grupo A, antes da partida.

| Seleção   | Partidas Disp. | Vitórias | Empates | Derrotas | Gols Pró | Gols Contra | Saldo Gols | Pontos |
| --------- | -------------- | -------- | ------- | -------- | -------- | ----------- | ---------- | ------ |
| Colômbia  | 5              | 3        | 2       | 0        | 8        | 2           | +6         | 8      |
| Argentina | 5              | 3        | 1       | 1        | 7        | 4           | +3         | 7      |
| Paraguai  | 5              | 1        | 3       | 1        | 4        | 5           | –1         | 5      |
| Peru      | 5              | 0        | 0       | 5        | 2        | 10          | –8         | 0      |

- Nota: Na época, cada vitória valia 2 pontos.

## Ficha Técnica da Partida
| 5 de Setembro, de 1993 | Argentina | 0–5       | Colômbia                                                | Estádio Monumental de Núñez, Buenos Aires |
| 19:00 hs (GMT -3)      |           | Relatório | Rincón 41' 72' · Asprilla 49' 74' · Adolfo Valencia 84' | Público: 75,000 (53,000 pagantes) Árbitro: URU Ernesto Filippi Assistente 1:URU Pedro Risso Assistente 2: URU Juan Kerekes Quarto árbitro: URU Saúl Feldman |

| Argentina | Colômbia |

| GK             | 1  | Sergio Goycochea   |  |     |
| DF             | 20 | Julio Saldaña      |  |     |
| DF             | 15 | Jorge Borelli      |  |     |
| DF             | 6  | Oscar Ruggeri      |  |     |
| DF             | 3  | Ricardo Altamirano |  |     |
| MF             | 17 | Gustavo Zapata     |  |     |
| MF             | 5  | Fernando Redondo   |  | 69' |
| MF             | 10 | Diego Simeone      |  |     |
| MF             | 21 | Leonardo Rodríguez |  | 54' |
| FW             | 18 | Ramón Medina Bello |  |     |
| FW             | 9  | Gabriel Batistuta  |  |     |
| Substituições: |    |                    |  |     |
| FW             | 16 | Claudio García     |  | 54' |
| FW             | 19 | Alberto Acosta     |  | 69' |
| Técnico:       |    |                    |  |     |
| Alfio Basile   |    |                    |  |     |

| GK                 | 1  | Óscar Córdoba         |
| DF                 | 4  | Luis Fernando Herrera |
| DF                 | 15 | Luis Carlos Perea     |
| DF                 | 3  | Alexis Mendoza        |
| DF                 | 20 | Wilson Pérez          |
| MF                 | 14 | Leonel Álvarez        |
| MF                 | 8  | Gabriel Gómez         |
| MF                 | 19 | Freddy Rincón         |
| MF                 | 10 | Carlos Valderrama     |
| FW                 | 11 | Faustino Asprilla     |
| FW                 | 13 | Adolfo Valencia       |
| Substituições:     |    |                       |
| Técnico:           |    |                       |
| Francisco Maturana |    |                       |

## Na Cultura Popular
- Esta goleada foi tão marcante no futebol colombiano, que até hoje serve de inspiração para comerciais e telenovelas.[6]
- Em 2013, o colunista Mauricio Silva, da revista colombiana "Bocas" laçou o livro "El 5-0: la increíble crónica del partido que cambió para siempre la historia del fútbol colombiano", que conta uma cronica desta partida.[6]